# Drowning Pool
Drowning Pool američki je nu metal sastav osnovan 1996. godine u Dallasu.

## Životopis
Sve je počelo kada su gitarist C.J Pierce i bubnjar Mike Luce preselili iz New Orleans-a u Dallas, gdje im se pridružio basist Stevie Benton. Godine 1999., sastavu se pridružio pjevač Dave Williams. Prvi album je snimljen 2000. godine, a zove se "Pieces of Nothing". Godine 2001., Drowning Pool izdaje album Sinner, prevođen velikim hitom "Bodies". Album su činile i druge popularne pjesme kao: Tear Away, Sinner, All over me... Godine 2002., pjevač Dave Williams umro je od srčanih bolesti, što je šokiralo svjetsku glazbenu scenu. Drowning Pool je bio na vrhuncu raspada nakon smrti, ali sastav je ipak opstao. Godine 2003., Jason GongJones postao je novi pjevač sastava, s kojim su 2004. godine, snimili album "Desenisitized". Najpopularnija pjesma albuma je Step Up. Iako je postigla veliki uspjeh, nije uspjela kao prijašnji singlovi sastava. 
Bila je evidentna razlika između stila glazbe Jason Gong Jones-a i ostalih članova sastava, stoga je 2005. godine, Jason Gong Jones napustio sastav, a ubrzo se znalo tko će ga naslijediti, bio je to Ryan McCombs koji je stigao iz sastava Soil i za kojeg se mislilo da može zamijeniti Dave Williamsa. Prva pjesma s novim pjevačem zove se "No More", a izdana je 2006. godine. Ubrzo je izdan Novi album,Full Circle, 2007.godine, najpopularnije pjesme tog albuma su': 37 Stiches, Soldiers, Enemy. Godine 2009., Drowning Pool izdaje 5. album, "Loudest Common Derminator", snimljen uživo. Album "Drowning Pool", izdan je 2010. godine. Godine 2011., Ryan McCombs napustio je sastav te se vratio u prijašnji sastav "Soil". Godine 2012., novi pjevač sastava postao je Jason Moreno, koji je kasnije bio i glavni vokal na albumu Resilience. Godine 2016. objavljen je šesti studijski album, Hellelujah, drugi album na kojem se pojavio Moreno. Godine 2022. sastav je objavio svoj sedmi album, Strike a Nerve. To je bio prvi put kada se jedan pjevač pojavio na tri albuma. U ožujku 2023. objavljeno je da je Moreno napustio sastav, a Ryan McCombs se vratio nakon 12 godina.

## Diskografija
Studijski albumi
- Sinner (2001.)
- Desensitized (2004.)
- Full Circle (2007.)
- Drowning Pool (2010.)
- Resilience (2013.)
- Hellelujah (2016.)
- Strike a Nerve (2022.)

EP-ovi
- Drowning Pool (1999.)
- Pieces of Nothing (2000.)

Koncertni albumi
- Loudest Common Denominator (2009.)